# Хамавская правда
Хамавская правда (также Хамавское право; Lex, или Euua francorum chamavorum) — правовой кодекс германского племени хамавов, один из трёх «варварских» правовых кодексов Франкского государства. В Парижской Национальной библиотеке имеются две рукописи Χ в., содержащие латинский текст; в одной он разделен на 45, в другой на 47 статей.

## Гипотезы и интерпретации
По внешнему виду это — кодекс, но его происхождение и характер не так легко интерпретировать современникам[чьим?]. Издатель капитулярия, Балюз, высказал предположение, что этот текст — также капитулярий Карла Великого от 813 г., данный в Ахене, но в подтверждение своей гипотезы не привел ни одного серьёзного аргумента. Пертц, возражавший Балюзу, выставил другую, но столь же мало обоснованную гипотезу, по которой текст представлял местное законодательство области Ксантена. Третье мнение в настоящее время принято, в общих чертах, почти единогласно. Впервые оно высказано Гауппом, отвергнувшим предположение Пертца. Гаупп считает текст за народную варварскую правду и приписывает её франкскому племени хамавам, занимавшим северную окраину поселения рипуарских франков. Он исходит в своей гипотезе из следующих соображений: заголовок и текст приписывают кодекс стране Amor, или Ammor, которую Гаупп отождествляет с Хамавией (Хамарланд, Hamarland или Hamaland), других источников, а последнее название есть и есть название родины хамавов. Эту гипотезу приняли с некоторыми изменениями Цепфль, Вайц, Зом, Шредер, Виолле, Бруннер, Амира и многие другие исследователи, так что она может считаться в настоящее время господствующей. Но против неё выступил такой авторитетный исследователь, как Фюстель де Куланж, отвергнувший теорию Гауппа как бездоказательную. Впрочем, собственной теории французский историк не выставил, предоставив всестороннюю разработку вопроса своему ученику Фруадво. Исследование последнего вышло в 1891 г. уже после смерти Фюстель де Куланжа, но оно не изменило ничего в положении вопроса. Несмотря на непрерывную полемику с немецкими учеными, Фруадво, в общем, примыкает к ним и, в конце концов, больше расходится со своим учителем, чем с любым из немецких ученых. Вопрос о X. правде может быть сформулирован в настоящее время следующим образом. Имя хамавов упоминается у Тацита и ещё в некоторых памятниках, но последнее известие о них относится к IV в.; вслед за тем их имя исчезает. Тем не менее есть основания думать, что в Hamaland, составляющем часть страны Amor, ушли потомки древних хамавов. Их обычаи и представлены, по всей вероятности, в так называемой X. правде. Народной правдой наш кодекс может быть назван постольку, поскольку его параграфы являются выражением самостоятельного обычного права, действующего в стране, но она, несомненно, не представляет всего цикла обычного права самостоятельного народа. Поводом для составления X. послужил опрос, наряженный в стране прибывшими туда посланцами Карла Вел. (missi dominici) и относящийся, по всей вероятности, к эпохе законодательных работ императора, предпринятых на Ахенском сейме 802—803 гг.

## Гипотезы о процедуре записи документа
Процедура записывания Правды представляется в следующем виде. По предложению посланцев или собралось судебное собрание, продиктовавшее 47 (по делению Гауппа 48) коротеньких параграфов (Wiestüme), или была назначена специальная комиссия из знатоков местных обычаев, занявшаяся тем же делом. Хамавское право, в общем, сходно с правом рипуарских франков, от которого она отклоняется только в частностях. Хамавская правда была издана Зомом («Monumental Germaniae historica», Leg. 5, также отдельно Ганновер, 1883) с ценной вступительной заметкой.